# Comuna Chetrosu, Anenii Noi
Chetrosu este o comună din raionul Anenii Noi, Republica Moldova. Cuprinde satele Chetrosu și Todirești.

## Demografie
Structură etnică
     moldoveni (84,12%)
     ucraineni (6,92%)
     ruși (5,42%)
     găgăuzi (0,39%)
     bulgari (0,97%)
     români (0,55%)
     evrei (0,05%)
     țigani (0,29%)
     alte etnii / nedeclarată (1,29%)
Conform datelor recensământului din 2004, populația comunei este de 3.817 locuitori, dintre care 1.828 (47,89%) bărbați și 1.989 (52,11%) femei. Structura etnică a populației în cadrul comunei arată astfel:
- moldoveni — 3.211;
- ucraineni — 264;
- ruși — 207;
- găgăuzi — 15;
- bulgari — 37;
- români — 21;
- evrei — 2;
- țigani — 11;
- altele / nedeclarată — 49.

## Administrație și politică
Componența Consiliului local Chetrosu (13 consilieri), ales la 5 noiembrie 2023, este următoarea:
|  | Partid                                       | Consilieri | Componență | Componență | Componență | Componență | Componență | Componență | Componență |
|  | -------------------------------------------- | ---------- | ---------- | ---------- | ---------- | ---------- | ---------- | ---------- | ---------- |
|  | Partidul Acțiune și Solidaritate             | 7          |            |            |            |            |            |            |            |
|  | Partidul Liberal Democrat din Moldova        | 3          |            |            |            |            |            |            |            |
|  | Partidul Socialiștilor din Republica Moldova | 2          |            |            |            |            |            |            |            |
|  | Coaliția pentru Unitate și Bunăstare         | 1          |            |            |            |            |            |            |            |